# Isabela Catão
Isabela Maria Catão da Silva, mais conhecida como Isabela Catão (Manaus - Amazonas, 16 de julho de 1993) é uma atriz brasileira, com atuação no teatro, no cinema e na televisão. 

## Biografia
Bacharel em Teatro pela Universidade do Estado do Amazonas, sua experiência veio do teatro (2014-2019) e da dança (2017-2021), em Manaus. Desde essa época, tem estrelado várias peças de teatro e participado de filmes e minisséries nacionais.

## Carreira

### Televisão
Na TV, Isabela Catão ficou conhecida nacionalmente por suas participações em teledramaturgias produzidas pela Rede Globo, disponíveis no streaming do canal Globoplay. Em 2017, interpretou a personagem Gislene na novela A Força do Querer (2017), escrita por Gloria Perez e dirigida por Rogério Gomes. Em 2019, na série Aruanas (2019), com direção artística de Carlos Manga, interpretou a personagem Rosa, viúva de Otávio (Sergio Pardal), que ajuda três amigas que fundaram a ONG Aruana, referência mundial em ambientalismo investigativo. Em 2023, participou, como a personagem Quitéria, do telefilme Pés de Peixe, dirigido por Aldemar Matias e Larissa Ribeiro. Produzido e ambientado na Amazônia, o projeto, criado e roteirizado por Larissa Ribeiro e Aldemar Matias, foi submetido pela Rede Amazônica no Especial Afiliadas - TV Globo e selecionado para ser exibido na Tela Quente. O telefilme foi gravado e ambientado na Comunidade do Catalão, distante cerca de 10km de Manaus.

### Cinema
Desde 2016, Isabela tem participado em filmes de curta, média e longa-metragem. Algumas de suas atuações estão descritas a seguir.

### 2019
Em 2019, participando do filme A Goteira, dirigido e roteirizado por Bernardo Ale Abinader. O filme mostra a história de uma dona de casa enfrentando um incômodo problema com a pia de casa que não para de pingar.  Nesse mesmo ano, participa do filme A Febre, dirigido por Maya Da-Rin, filha de estrelas do cinema brasileiro, Sandra Werneck e Silvio Da-Rin. A produção, falada em tukano e português, traz a região metropolitana de Manaus entre a imposição do modelo capitalista advindo da Zona Franca e todo o crescimento descoordenado da cidade paralelo à floresta ao redor e a resistência da cultura indígena. O filme tem mais de 30 prêmios acumulados, incluindo Melhor Ator no Festival de Locarno e a consagração com cinco candangos no Festival de Brasília 2019. 

### 2020
Em 2020, interpretou a personagem Vera, uma das protagonistas no curta-metragem O Barco e o Rio, dirigido pelo manauara Bernardo Ale Abinader. O filme conta a história das irmãs Vera e Josi, donas de uma embarcação simples, herdada da família, com personalidades bem diferentes. Vera é religiosa e cuida do barco, enquanto Josi bebe com as amigas e se envolve sem compromisso com homens do porto. O filme levou o Kikito no 48º Festival de Gramado, e conquistou outras quatro categorias: Melhor Direção, Melhor Fotografia, Melhor Direção de Arte e Júri Popular.

### 2021
Em 2021, participa de dois filmes dirigidos por Diego Bauer. No curta-metragem Enterrado no Quintal, vive a protagonista, uma mulher que enterrou, quando jovem, um revólver no quintal de casa, e que busca pelo padrasto para vingar a mãe, vítima de violência doméstica. O filme participou da seleção oficial na Mostra Tiradentes, Festival Imagem-Movimento, LoboFest e Tehran International Short Film Festival; e foi premiado como Melhor Filme da Mostra Brasil, no 3º Festival de Cinema do Meio do Mundo (Festcimm).  Em Terra Nova, o curta conta a história de Karoline, uma atriz de teatro que, em abril de 2020, vai a uma agência da Caixa solicitar o seu auxílio emergencial. O filme participou da mostra competitiva de curtas-metragens do Festival de Brasília e da Mostra Internacional de Cinema de São Luís. Recebeu os prêmios de Melhor Curta-Metragem do Júri e do Júri Jovem do XVII Panorama Internacional Coisa de Cinema, em Salvador; melhor filme estrangeiro no Istambul Film Awards, na Turquia, e seleção do mês no Lulea Film Festival, na Suécia.   Outro filme em que atua em 2021 é Jamary, dirigido por Begê Muniz, um curta-metragem que vai virar um longa-metragem. Nele, Isabela interpreta a personagem Jaciara, mãe de Ane, uma youtuber de 12 anos que mora na Vila Jamary, zona rural de Manaus, e que todas as tardes vai para a casa de sua vó Ivete (Rosa Malagueta) brincar com seus primos, Madson e Janice. Eles se deparam com o Anhangá, que apesar de sua aparência assustadora vem ajudando a enfrentar os perigos da floresta ocasionados por uma madereira.     Nesse mesmo ano, interpreta a personagem Mara, no curta-metragem A Bela é Poc, dirigido por Eric Lima, com produção da Companhia de Artes Cênicas Ateliê 23. O filme estreou em outubro de 2020 e aborda o tema homofobia. A produção foi selecionada para o Shorts México, um dos maiores festivais de curtas-metragens da América Latina. 

### 2022
Em 2022, participa com a narração em off do curta-metragem Alexandrina – Um Relâmpago, dirigido por Keila Serruya, um filme que faz do cinema de invenção um campo fértil de contestação, para retrar o universo de Alexandrina, mulher preta da Amazônia.  Nesse ano, interpreta a protagonista Margarida, no filme curta-metragem Cabana, com direção de Adriana de Faria. Contemplado com o Prêmio de Incentivo à Arte e à Cultura da Fundação Cultural do Pará (2022), o filme foi premiado na categoria Melhor Curta-Metragem, no Festival do Rio em 2023.   Outra atuação neste ano foi em A Estratégia da Fome, um média-metragem dirigido por Walter Fernandes Jr. 

### 2023
Em 2023, participou do longa-metragem O Rio do Desejo, dirigido por Sérgio Machado, baseado em "O Adeus do Comandante", conto do livro A Cidade Ilhada (2019, Companhia das Letras), do escritor amazonense Milton Hatoum. O filme teve sua primeira exibição na 43ª Mostra Internacional de Cinema de São Paulo e foi exibido em Manaus, no Teatro Amazonas. 

### 2024
Em 2024, integrou, como a personagem Marta, o elenco do filme Motel Destino, dirigido pelo cineasta brasileiro Karim Aïnouz. O filme foi indicado para concorrer à Palma de Ouro, principal premiação do Festival de Cannes, mais importante evento de cinema mundial. Ainda em 2024, integra o elenco de Ri, Bola, filme de Diego Bauer que participa da 71ª edição do Festival Internacional de Curtas de Oberhausen (Alemanha), o mais antigo festival de curtas do mundo. 

### 2025
Em 2025, interpretou a personagem Vanessa, no longa-metragem O Último Azul, dirigido por Gabriel Mascaro. Premiado com o Urso de Prata, do Grande Prêmio do Júri, na 75ª edição do Festival Internacional de Cinema de Berlim, além de ter conquistado o Prêmio do Júri Ecumênico e o Prêmio do Júri de Leitores do Berliner Morgenpost, premiação dos júris paralelos à competição principal da Berlinale, o filme já passou pelo Festival de Cinema de Cartagena de Las Índias, na Colômbia; Festival Internacional de Cine Independente de Buenos Aires (BAFICI), na Argentina; Festival Internacional de Cinema de Istambul (IKSV), na Turquia; e IndieLisboa, em Portugal. 

## Filmografia

### Videoclipe
| Ano  | Título             | Função | Direção          | Produção       |
| ---- | ------------------ | ------ | ---------------- | -------------- |
| 2019 | Não é Doce         | atriz  | Olívia de Amores | sem informação |
| 2019 | Brado Apocalíptico | atriz  | Olívia de Amores | sem informação |
| 2020 | Amor Livre         | atriz  | Barrosoeus       | Estrogênia     |
| 2020 | O dia mais quente  | atriz  | Os maninhos      | sem informação |

### Televisão
| Ano  | Título            | Personagem              | Função                                               | Notas |
| ---- | ----------------- | ----------------------- | ---------------------------------------------------- | --- |
| 2017 | A Força do Querer | Gislene                 | atriz                                                | Novela |
| 2019 | Aruanas           | Rosa Mendes             | atriz                                                | Novela |
| 2023 | Pés de Peixe      | repórter Amanda Fonseca | atriz, assistente de direção e preparadora de elenco | Telefilme. Projeto submetido pela Rede Amazônica no Especial Afiliadas - Rede Globo de Televisão, exibido no programa Tela Quente. |

### Cinema
| Ano  | Título                          | Personagem         | Função                | Direção                                          | Formato        |
| ---- | ------------------------------- | ------------------ | --------------------- | ------------------------------------------------ | -------------- |
| 2015 | Aquela estrada                  | sem informação     | atriz                 | Rafael Ramos                                     | curta-metragem |
| 2016 | O tempo passa                   | sem informação     | atriz                 | Diego Bauer                                      | curta-metragem |
| 2016 | Desconexo                       | sem informação     | atriz                 | Rafael Dias                                      | curta-metragem |
| 2017 | A Goteira                       | Marta              | atriz                 | Bernardo Ale Abinader                            | curta-metragem |
| 2019 | A Febre                         | sem informação     | atriz                 | Maya Da-Rin                                      | longa-metragem |
| 2019 | Enquanto o céu não nos espera   | sem informação     | atriz                 | Cristiane Garcia                                 | longa-metragem |
| 2020 | Jucylene                        | sem informação     | atriz                 | Hannah Gonçalves                                 | curta-metragem |
| 2020 | O Barco e o Rio                 | Vera               | atriz                 | Bernardo Ale Abinader                            | curta-metragem |
| 2020 | Castanho                        | sem informação     | preparadora de elenco | Adanilo                                          | curta-metragem |
| 2021 | Enterrado no Quintal            | sem informação     | atriz                 | Diego Bauer                                      | curta-metragem |
| 2021 | Terra Nova                      | sem informação     | atriz                 | Diego Bauer                                      | curta-metragem |
| 2021 | Jamary                          | Jaciara            | atriz                 | Begê Muniz                                       | curta-metragem |
| 2021 | A Bela é Poc                    | Mara               | atriz                 | Eric Lima                                        | curta-metragem |
| 2022 | Alexandrina - um relâmpago      | Narração em off    | atriz                 | Keila Serruya                                    | curta-metragem |
| 2022 | Cabana                          | Margarida de Jesus | atriz                 | Adriana de Faria                                 | curta-metragem |
| 2022 | A Estratégia da Fome            | sem informação     | atriz                 | Walter Fernandes Jr.                             | média-metragem |
| 2023 | O Rio do Desejo                 | Noiva da foto      | atriz                 | Sérgio Machado                                   | longa-metragem |
| 2023 | Deus me livre, mas quem me dera | Lady               | atriz                 | Flávia Abtibol                                   | longa-metragem |
| 2023 | Ricos de amor 2                 | sem informação     | atriz                 | Bruno Garotti                                    | longa-metragem |
| 2023 | O outro lado do céu             | sem informação     | atriz                 | Gabriel Mascaro                                  | longa-metragem |
| 2024 | Motel Destino                   | Marta              | atriz                 | Karim Aïnouz                                     | longa-metragem |
| 2024 | Ri, Bola                        | sem informação     | atriz                 | Diego Bauer                                      | curta-metragem |
| 2025 | Flores Secas                    | sem informação     | atriz                 | Arnaldo Barreto                                  | curta-metragem |
| 2025 | O Último Azul                   | Vanessa            | atriz                 | Gabriel Mascaro                                  | longa-metragem |
| 2025 | Como ler o vento                | Marjorie           | atriz                 | Bernardo Ale Abinader                            | curta-metragem |
| 2025 | Makunaima XXI                   | sem informação     | atriz                 | Felipe Bragança, Zahỳ Tentehar e Denilson Baniwa | longa-metragem |

## Teatro
Integrou o elenco dos espetáculos: O Gorila (2014, Dir. Jonathan Alvez), (2015, Ateliê 23, Dir. Taciano Soares) e Persona Face Dois (2016, Ateliê 23, Dir. Taciano Soares), O Filho (2016, Teatro da Vertigem), Sobre a adorável sensação de sermos inúteis (2017, Ateliê 23, Dir. Taciano Soares), Helena (2018,  Ateliê 23, Dir. Taciano Soares), Alice Músculo +2 (2019, Soufllé de Bodó Company, Dir. Francis Madson).
| Ano  | Peça                                        | Função                                                              | Direção           | Companhia              |
| ---- | ------------------------------------------- | ------------------------------------------------------------------- | ----------------- | ---------------------- |
| 2014 | O Gorila                                    | atriz                                                               | Jonathan Alvez    | sem informações        |
| 2015 | Persona Face Um                             | atriz                                                               | Taciano Soares    | Ateliê 23              |
| 2016 | Persona Face Dois                           | atriz                                                               | Taciano Soares    | Ateliê 23              |
| 2016 | O Filho                                     | atriz                                                               | sem informações   | Teatro da Vertigem     |
| 2016 | Relicário                                   | diretora                                                            | Isabela Catão     | Ateliê 23              |
| 2017 | Sobre a adorável sensação de sermos inúteis | atriz                                                               | Taciano Soares    | Ateliê 23              |
| 2018 | Janta                                       | assistente de direção                                               | Eric Lima         | Ateliê 23              |
| 2018 | Helena                                      | atriz e produtora                                                   | Taciano Soares    | Ateliê 23              |
| 2019 | Alice Músculo +2                            | atriz                                                               | Francis Madson    | Soufflé de Bodó Compay |
| 2019 | Vacas Bravas                                | assistente de direção e preparadora de ator                         | Taciano Soares    | Ateliê 23              |
| 2019 | Provérbios de Burro                         | assistente de direção, preparadora de ator, cenário e trilha sonora | Ítalo Rui         | sem informações        |
| 2020 | Trajeto do Luto                             | preparadora de elenco                                               | Gleidstone Melo   | Grupo Garagem          |
| 2022 | Se eu fosse um rato                         | preparadora do ator Ítalo Rui                                       | Gleidstone Melo   | sem informações        |
| 2023 | Eu conto                                    | atriz e figurinista                                                 | Karoline Medeiros | sem informações        |

## Prêmios e indicações
| Ano  | Prêmio                                                                  | Categoria             | Trabalho indicado                                                                                             | Resultado |
| ---- | ----------------------------------------------------------------------- | --------------------- | --- | --------- |
| 2020 | Festival de Gramado                                                     | Melhor Curta-metragem | style="text-align:center;background: #ddffdd;vertical-align: middle; {{{style}}}" class="table-yes2"\| Venceu |           |
| 2020 | Troféu Mapinguari - 17º Cineamazônia                                    | Melhor Atriz          | style="text-align:center;background: #ddffdd;vertical-align: middle; {{{style}}}" class="table-yes2"\| Venceu |           |
| 2021 | Festival de Cinema do Meio do Mundo                                     | Mostra Brasil         | style="text-align:center;background: #ddffdd;vertical-align: middle; {{{style}}}" class="table-yes2"\| Venceu |           |
| 2022 | Troféu Vitória - 28º Festival de Cinema de Vitória                      | Melhor interpretação  | style="text-align:center;background: #ddffdd;vertical-align: middle; {{{style}}}" class="table-yes2"\| Venceu |           |
| 2023 | Festival do Rio                                                         | Melhor Curta-metragem | Cabana | Venceu    |
| 2024 | Palma de Ouro - Festival de Cannes                                      | Melhor Filme          | Motel Destino                                                                                                 | Indicado  |
| 2025 | Grande Prêmio do Júri - Festival Internacional de Cinema de Berlim 2025 | Melhor Filme          | O Último Azul                                                                                                 | Venceu    |